# New England Patriots
Els New England Patriots, anomenats freqüentment "Pats" entre els afeccionats i redactors d'esports, són un equip professional de futbol americà situat a Foxborough (Massachusetts). L'equip forma part de la divisió est de l'American Football Conference (AFC) dins la National Football League.
Els propietaris van canviar el nom de l'equip a partir de Boston Patriots quan la franquícia va marxar a la ciutat de Foxborough l'any 1971. El seu estadi és el Gillette Stadium i els seus colors són el blau, el vermell i el blanc amb tocs platejats.

## Història
Com a membre original de l'AFL (Lliga Americana de Futbol Americà), els Patriots es van unir a l'NFL l'any 1970 com a resultat de la fusió entre l'NFL i l'AFL. L'equip va arribar als playoffs quatre vegades abans de disputar la Super Bowl XX el gener de 1986, que van perdre contra els Chicago Bears. L'equip també va aparèixer a la Super Bowl XXXI l'any 1997 i va perdre contra els Green Bay Packers.
Entre el 2001 i 2005, els Patriots es van convertir en el segon equip en tota la història de l'NFL (després dels Dallas Cowboys) en guanyar tres Super Bowls en quatre anys (la XXXVI, la XXXVIII i la XXXIX) i el vuitè en guanyar dues Super Bowls consecutives. Després de la Super Bowl XXXIX un columnista d'un diari de Boston va escriure: "Els New England Patriots del segle XXI ja estan establerts com una dinastia a l'NFL amb els Packers dels anys 60', els Steelers dels 70', els 49ers dels 80' i els Cowboys dels 90'".
El 2007 els Patriots van ser el segon equip des de la fusió entre l'AFL i l'NFL en acabar una temporada regular sense haver perdut ni un sol partit i són el primer equip a aconseguir-ho des que es va introduir la temporada a 16 partits. Van arribar a la Super Bowl XLII de la corresponent temporada i van caure 14-17 contra els New York Giants.
L'última Super Bowl que van guanyar va ser la LI, el 5 de febrer del 2017.

## Palmarès
- Campionats de lliga (5)
  - Campionats de Super Bowl (5): 2001 (XXXVI), 2003 (XXXVIII), 2004 (XXXIX), 2014 (XLIX), 2016 (LI).
- Campionats de conferència (10)
  - AFC: 1985, 1996, 2001, 2003, 2004, 2007, 2011, 2014, 2016, 2017.
- Campionats de divisió (20)
  - AFL Est: 1963.
  - AFC Est: 1978, 1986, 1996, 1997, 2001, 2003, 2004, 2005, 2006, 2007, 2009, 2010, 2011, 2012, 2013, 2014, 2015, 2016, 2017.

## Estadis
- Nickerson Field (1960–1962)
- Fenway Park (1963–1968)
- Alumni Stadium (1969)
- Harvard Stadium (1970)
- Foxboro Stadium (1971–2001)
- Gillette Stadium (2002–present)